# Philip Zimbardo

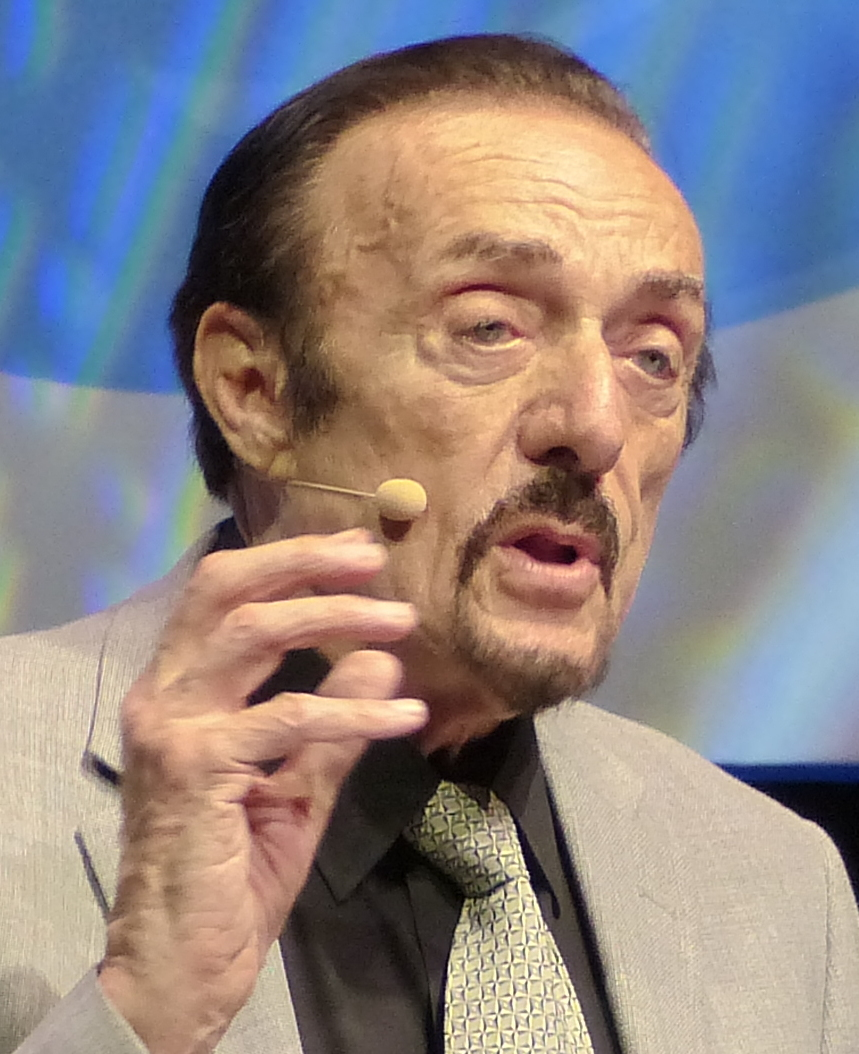
Philip Zimbardo (2017)

Philip George Zimbardo (* 23. März 1933 in New York City, New York; † 14. Oktober 2024 in San Francisco, Kalifornien) war ein US-amerikanischer Professor für Psychologie an der Stanford University (USA). Der 1959 an der Yale University (USA) promovierte Psychologe leitete mit seiner 1971 als Stanford-Prison-Experiment bekannt gewordenen Studie, die Machtmissbrauch und Gewaltverhalten von Menschen in bestimmten Positionen untersucht, eines der klassischen Experimente der Psychologie.

## Biografie
Philip G. Zimbardo, Sohn sizilianischer Eltern, wuchs in der Bronx in New York City auf und besuchte die Monroe High School zusammen mit Stanley Milgram. Seinen Bachelor machte er auf dem Brooklyn College, den Master und Doktorgrad erwarb er auf der Yale University.
Nachdem er mehrere Jahre an der New York University unterrichtet hatte, trat er 1968 eine Professorenstelle für Psychologie an der Stanford-Universität in Palo Alto an. Dort führte er das berühmte Stanford-Prison-Experiment (SPE) durch, das später auch verfilmt wurde, in dem 24 College-Studenten zufällig als Gefängniswärter oder Gefangene in einem „Gefängnis“ ausgewählt wurden, das im Keller des Psychologiegebäudes in Stanford als Attrappe aufgebaut worden war. Die Studenten lebten sich dort mehr und mehr in ihre Rollen ein, die „Wärter“ wurden immer sadistischer und die Gefangenen wurden immer passiver und zeigten Anzeichen extremer Depressionen. Das Experiment sollte zwei Wochen andauern, wurde aber auf Initiative von Christina Maslach, seiner späteren Frau, bereits nach sechs Tagen abgebrochen. Es führte zu Theorien über die Wichtigkeit der sozialen Umgebung in der individuellen Psychologie, die auch durch das Milgram-Experiment, das Konformitätsexperiment von Asch und Experimente von Muzaffer Şerif gestützt werden.
Im Rahmen einer Analyse der originalen Aufzeichnungen und Tonbandaufnahmen des Experiments stellte Thibault Le Texier unter anderem fest, dass die Probanden, die die Wächter im SPE spielten, von den Versuchsleitern direkt zu hypothesenkonformem, hartem Verhalten aufgefordert worden seien. Dies stellt die Validität des Experimentes massiv in Frage, da es keine Aussage über spontanes Verhalten der Teilnehmenden erlaubt, sondern diese im Gegenteil zum Erfolg des Experimentes beitragen wollten und sich somit zielgerichtet auf eine bestimmte Art verhielten.
Nach dem Experiment suchte Zimbardo nach Mitteln, wie er die Psychologie nutzen konnte, um Menschen zu helfen. Er gründete die Shyness Clinic in Kalifornien, die Schüchternheit bei Kindern und Erwachsenen behandelt. Seine Forschung über dieses Thema führte auch zu mehreren Büchern.
2004 sagte Zimbardo vor Gericht im Fall von „Chip“ Frederick aus, der im Zuge des Abu-Ghuraib-Folterskandals angeklagt wurde. Zimbardo argumentierte, dass Fredericks Strafe gemindert werden sollte, da sein Experiment gezeigt habe, dass nur wenige der Atmosphäre in einem Gefängnis widerstehen können. Als Systemkritiker, der sich mit dem Einfluss „toxischer Situationen“ auf menschliches Verhalten beschäftigt, reagierte Zimbardo voller Zorn auf die Behauptung der Bush-Regierung, „ein paar faule Äpfel“ seien für den Skandal verantwortlich, mit der Äußerung: „Nicht die Äpfel sind faul, sondern das Feld.“ Der Richter schien anderer Meinung zu sein, er verurteilte Frederick zur Höchststrafe. Dies führte Zimbardo in einem Interview in der New York Times aus und wurde u. a. in der Welt und Der Tagesspiegel behandelt. Sein Lehrbuch Psychology and Life (deutsch: Psychologie und Leben) bietet einen Überblick über das Fachgebiet der Psychologie.
Anlässlich der Vorstellung seines Buchs Man (Dis)connected sagte er 2015 in London, dass Videospiele und Pornofilme junge Männer von der Realität entfremdeten und deren Entwicklung beschädigten. Die Schüchternheit, soziale und sprachliche Unbeholfenheit unter Männern habe von 1970 bis 2007 von 40 auf 84 Prozent zugenommen. Das manifestiere sich dann in besseren Schulleistungen der Mädchen, mehr Ausbildungen und größeren Verdienstmöglichkeiten der Frauen. Chris Baraniuk bezeichnete im New Scientist die Prämisse des Buches, dass Männer in der Krise seien, was sich beim Zurückfallen von Jungen in Bereich der Literacy und schulischen Prüfungen zeige, als unumstritten. Das Buch lasse jedoch zu viele Fragen über die Ursachen dahinter offen. Die Argumentation von Philip Zimbardo bezeichnete Jamie F. Lawson im Journal Psychology & Sexuality als „as offensive as […] ill-informed“ (deutsch: „so beleidigend wie […] schlecht informiert“). Die dem Buch zugrundeliegende Web-Umfrage sei als Datenbasis ungeeignet und das Buch könne sogar als heteronormativ, antifeministisch, rassistisch und homophob gesehen werden. Zimbardo vertrat die These, dass Videospiele die Gehirne von Jungen schädigten, auch in einer Diskussionsrunde in der BBC. Die Psychologen Patrick M. Markey und Christopher J. Ferguson bewerteten die Argumentation Zimbardos, der offenbar wenig Ahnung von Videospielen habe, als „bollocks“ (dt. „Unsinn“). Der in der Diskussionsrunde anwesende Andrew Przybylski, Psychologieprofessor an der Universität Oxford, warf Zimbardo vor, Forschungsergebnisse falsch wiederzugeben und Daten zu ignorieren, die seine These einer Krise für Jungen und Männer widerlegten.

## Privates
Seit 1972 war Zimbardo mit Christina Maslach verheiratet, die ebenfalls eine Professur in Psychologie innehatte.
Am 14. Oktober 2024 verstarb er im Alter von 91 Jahren in San Francisco.

## Ehrungen
- 2003: Satirischer Ig-Nobelpreis für seinen Bericht Politicians’ Uniquely Simple Personalities.[15]
- 2004: Wilbur Cross Medal der Yale University[16]
- 2010: Mitglied der American Academy of Arts and Sciences

## Schriften (Auswahl)
- Nicht so schüchtern! So helfen Sie sich aus Ihrer Verlegenheit. 8. Auflage. mvg-Verlag, München [u. a.] 1994, ISBN 3-478-02500-1.
- Das Stanford Gefängnis Experiment. Eine Simulationsstudie über die Sozialpsychologie der Haft. 3. Auflage, Santiago Verlag, Goch 2005, ISBN 3-9806468-1-5.
- mit Richard J. Gerrig (deutsche Bearbeitung Ralf Graf): Psychologie. 18. Auflage. Pearson Studium, München 2008, ISBN 978-3-8273-7275-8.
- The Lucifer Effect: How Good People Turn Evil. Rider, London 2007
  - Der Luzifer-Effekt. Die Macht der Umstände und die Psychologie des Bösen. Spektrum Akademischer Verlag, Heidelberg 2008, ISBN 978-3-8274-1990-3[17]
- mit John Boyd: Die neue Psychologie der Zeit und wie sie Ihr Leben verändern wird. Spektrum Akademischer Verlag, Heidelberg 2009, ISBN 978-3-8274-2103-6.
- mit Nikita D. Coulombe: Man (Dis)connected. How Technology Has Sabotaged what it Means to be Male Rider 2015, ISBN 978-1-84604-484-7